# Cees Dorrestein

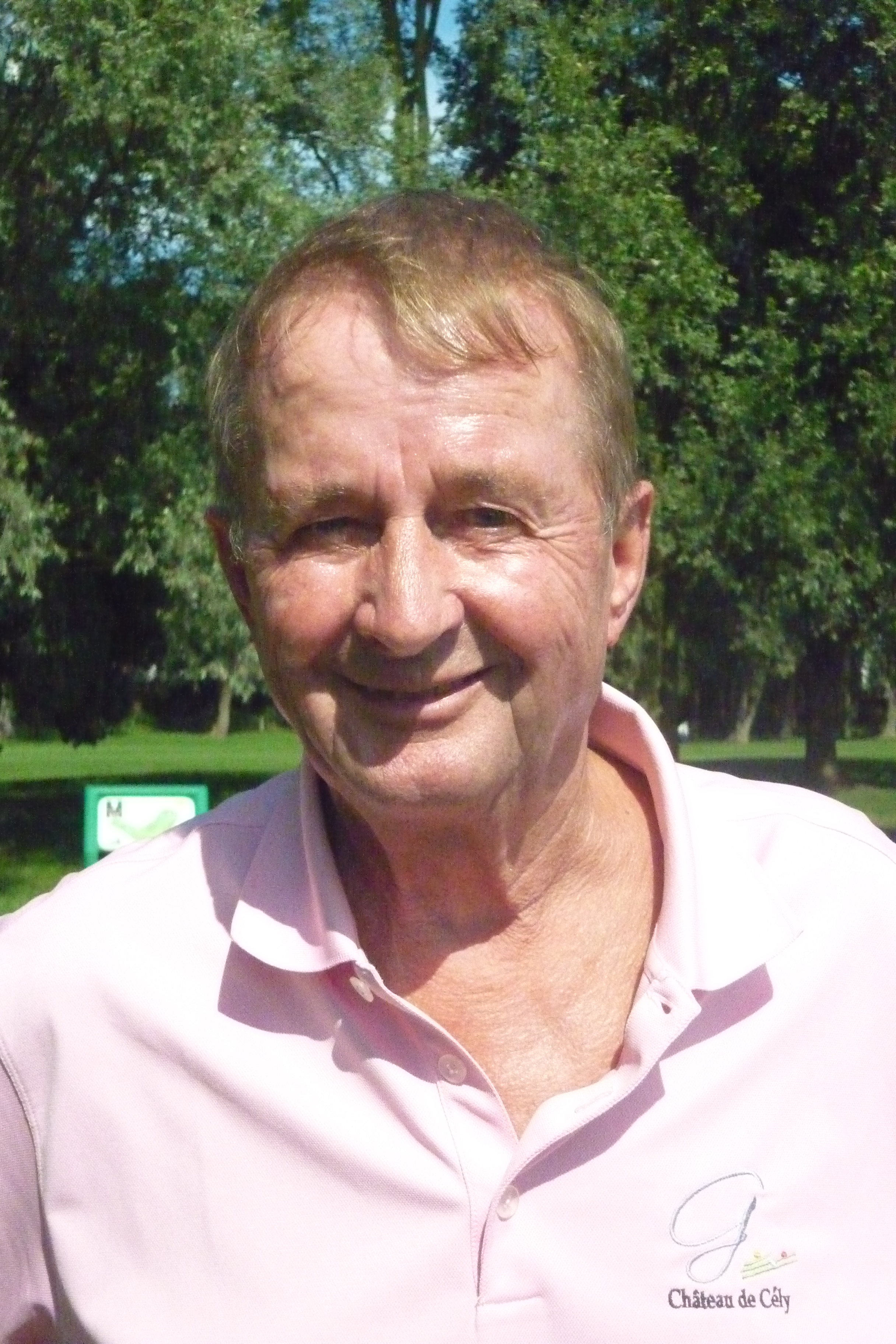
Cees Dorrestein (2013)

Cornelis Wilhelmus Dorrestein (1941) is een Nederlandse golfprofessional. Hij won in 1967 en 1968 het Nederlandse Profkampioenschap.
Dorrestein is de Nederlandse recordhouder van het hoogste aantal holes-in-one, namelijk 14 stuks.

## Privé
Hij is de zoon van Gerrit Dorrestein en de broer van Jan (Rosendaelsche Golfclub) en Wim Dorrestein (Golfclub Kromme Rijn).

## Gewonnen
- 1967: Profkampioenschap
- 1968: Profkampioenschap
- 1999: Senior Cup op de Dommel.